# Élections générales brésiliennes de 2014

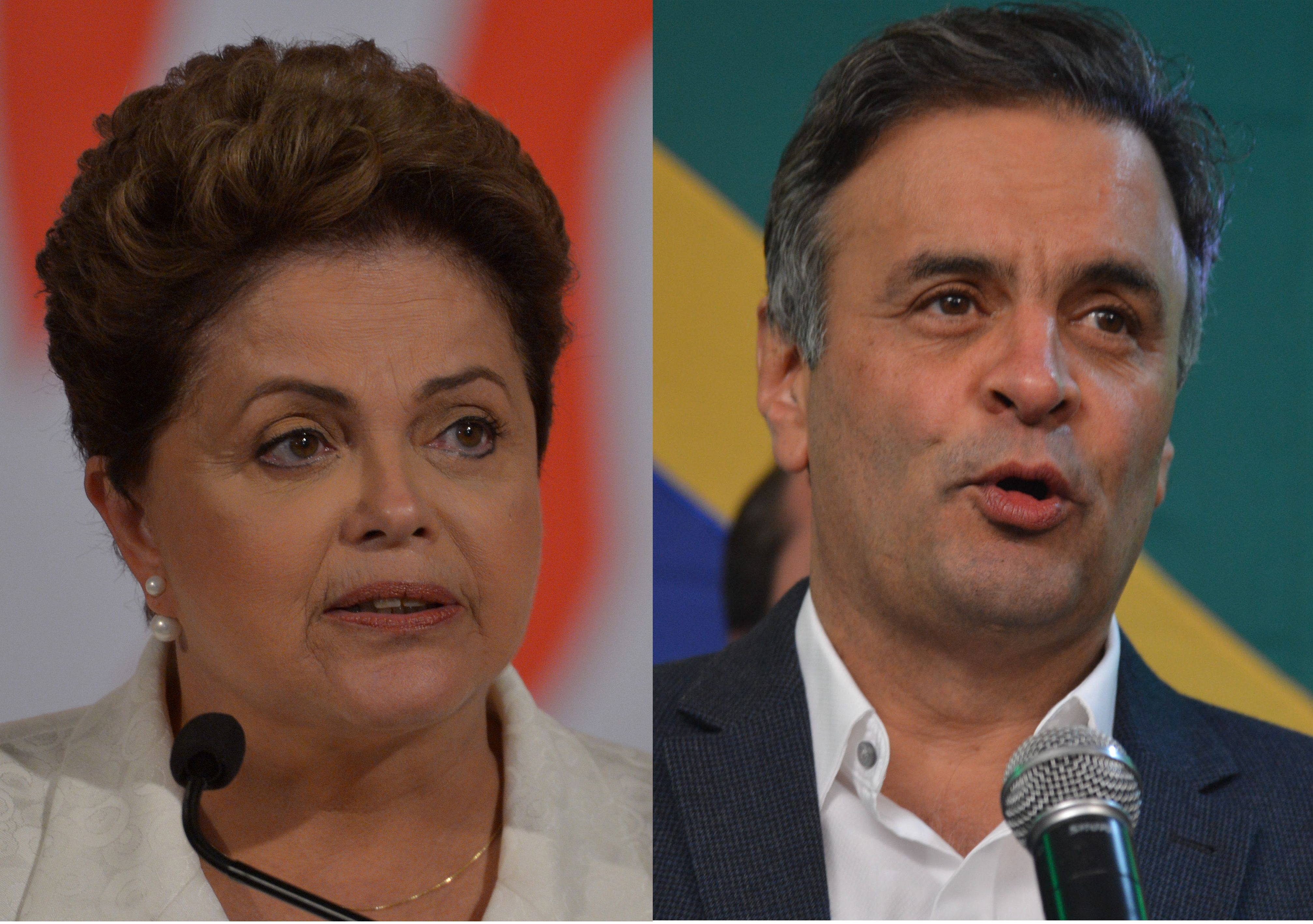
Rousseff et Neves aux élections présidentielles de 2014.

Les élections générales brésiliennes ont eu lieu les 5 et 26 octobre 2014. Les Brésiliens votent pour élire :
- le président de la République et son vice-président ;
- un tiers du Sénat et la Chambre des députés ;
- les gouverneurs et assemblées législatives des États.

Le vote a lieu au moyen d'urnes électroniques. Voter est obligatoire pour les citoyens de 18 à 70 ans, et facultatif pour ceux âgés de 16 à 18 ans et les plus de 70 ans.